# Явкино (Николаевская область)
Явкино (укр. Явкине) — село в Баштанском районе Николаевской области Украины.
Основано в 1812 году. Население по переписи 2001 года составляло 1391 человек. Почтовый индекс — 56165. Телефонный код — 5158. Занимает площадь 5,12 км².

## Местный совет
56165, Николаевская обл., Баштанский р-н, с. Явкино, ул. Грушевского, 56